# Юрцук, Иван Николаевич
Ива́н Никола́евич Юрцу́к  (рум. Ion Iurțuc; 1925, Бессарабия — ?) — советский виноградарь, звеньевой колхоза «Советская Молдова» Леовского района Молдавской ССР. Герой Социалистического Труда (1951).

## Биография
Родился в селе Колибабовка Кагульского уезда Бессарабии (в настоящее время — Леовский район Молдовы). Молдаванин. Начальное образование получил в местной школе. Окончив 4 класса, начал работать в сельском хозяйстве.
31 августа 1944 года после освобождения Молдовы от оккупации был мобилизован в Красную Армию. Участник Великой Отечественной войны. Воевал в составе 10-й гвардейской Печенгской стрелковой дивизии 14-й армии.
После окончания Великой Отечественной войны, демобилизовавшись, вернулся в Леовской район Молдавской ССР, где участвовал в создании колхоза «Советская Молдова».
В 1950 году звено в садово-виноградарской бригаде, которое возглавлял Иван Юрцук, собрала урожай винограда 99,8 центнера с гектара на площади 4 гектара.
Указом Президиума Верховного Совета СССР от 14 июля 1951 года за получение в 1950 году высоких урожаев винограда при выполнении колхозом обязательных поставок и контрактации по всем видам сельскохозяйственной продукции, натуроплаты за работу МТС и обеспеченности семенами всех культур для весеннего сева 1951 года Юрцуку Ивану Николаевичу присвоено звание Героя Социалистического Труда с вручением ордена Ленина и золотой медали «Серп и Молот».
Позже в Леовском районе Молдавской ССР возглавлял сельскохозяйственные бригады в колхозах имени Котовского, «Победа», а также бригаду совхоза-завода «Орак».
Член КПСС. Избирался депутатом местных Советов депутатов трудящихся.
Дата смерти неизвестна.